# فرمان هایتو
فرمان هایتو (به ژاپنی: 廃刀令 Haitōrei)، فرمان خلع شمشیر در سال ۱۸۷۶ توسط دولت میجی در کشور ژاپن به اجرا گذاشته شد. بر اساس این حکم، دولت حمل سلاح و شمشیر در میدان‌های شهر توسط مردم عادی و سامورائی‌ها را ممنوع اعلام کرد. این کار باعث از رونق افتادن فن شمشیرسازی و تا حدودی ورزش‌های رزمی در کشور ژاپن شد.